# Yannick Letailleur
Yannick Alexandre Letailleur (* 4. März 1986 in Edmonton) ist ein kanadischer Biathlet.
Yannick Letailleur debütierte 2004 in Langdorf im Junioren-Europacup. 2005 nahm er in Kontiolahti an seiner ersten Junioren-Weltmeisterschaft teil und erreichte als 23. im Sprint sein bestes Resultat. Auch im Jahr darauf war das Ergebnis im Sprint mit Platz 29 in Presque Isle bestes Ergebnis. Besonders erfolgreich war die WM 2007 in Martell. Im Sprint wurde Letailleur zwar nur 65., doch im Einzel wurde er 13. und in der Staffel gewann er mit Marc-André Bédard, Maxime Leboeuf und Brendan Green die Bronzemedaille.
Seit 2008 tritt Letailleur bei den Herren an. Die Nordamerikanischen Meisterschaften im Skiroller-Biathlon 2008 brachten keinen nennenswerten Ergebnisse, besser lief es zuvor bei den Biathlon-Europameisterschaften 2008 in Nové Město na Moravě. Im Einzel wurde der Kanadier 55., 58. im Sprint sowie 37. der Verfolgung. Mit Bédard, François Leboeuf und Jaime Robb erreichte Letailleur im Staffelrennen Rang neun.